# بيريدوكسين
بيريدوكسين (بالإنجليزية: Pyridoxine)‏ هو أحد أشكال فيتامين ب6. يوجد البيريدوكسين على شكل ملح الهيدروكلوريد ويستخدم في المكملات الغذائية.

## التاريخ
تم اكتشاف البيريدوكسين عام 1934، وتم عزله عام 1938، وصُنع لأول مرة عام 1939. مدرج في قائمة منظمة الصحة العالمية للأدوية الأساسية. يتوفر البيريدوكسين كدواء عام ومنتج بدون وصفة طبية. تحتوي الأطعمة، مثل حبوب الإفطار، على البيريدوكسين المضاف في بعض البلدان.

## الاستخدام
يستخدم كمكمل، يتم استخدامه لعلاج ومنع نقص البيريدوكسين، وفقر الدم الحديدي، والصرع المعتمد على البيريدوكسين، وبعض الاضطرابات الأيضية، ومشاكل الإيزونيازيد، وأنواع معينة من التسمم بالفطر. الصرع المعتمد على البيريدوكسين هو نوع من أنواع الصرع النادرة التي لا تتحسن مع مضادات الصرع النموذجية. يستخدم البيريدوكسين عن طريق الفم أو عن طريق الحقن.

## الأعراض الجانبية
إمكانية حدوث سمية بجرعة زائدة. تشمل الأعراض الجانبية في بعض الأحيان الصداع والخدر والنعاس. يمكن أن تسبب جرعة زائدة من البيريدوكسين اعتلالًا عصبيًا حسيًا محيطيًا يتميز بضعف التنسيق والخدر وانخفاض الإحساس باللمس ودرجة الحرارة والاهتزاز. تتراوح مستويات البيريدوكسين الصحية في دم الإنسان بين 2.1 و 21.7 نانوغرام / مل. الجرعات العادية آمنة أثناء الحمل والرضاعة.